# Heinrich Brechling
Heinrich Friedrich Richard Brechling (* 3. Januar 1897 in Berlin; † 2. Dezember 1959 in Hamburg) war ein deutscher Jurist und Bürgermeister von Wismar (SPD).

## Biografie
Heinrich Brechling studierte Rechtswissenschaften u. a. an der Universität Heidelberg und wurde dort zum Dr. jur. promoviert. Von 1927 bis 1929 war er Assessor beim Magistrat von Finsterwalde. Vom August 1929 bis zum 8. März 1933 war er Bürgermeister von Wismar. Als Sozialdemokrat wurde er von den Nationalsozialisten aus diesem Amt durch den massiven Druck der SA entfernt und er musste Wismar verlassen. Er war danach Wirtschaftsprüfer bei der Deutschen Revisions- und Treuhand AG. Von 1939 bis 1945 musste er als Soldat im Zweiten Weltkrieg dienen. Nach dem Krieg war er zunächst Rechtsanwalt in Berlin und ab 1951 Wirtschaftsanwalt in Hamburg.
Ehrungen
- 2008: Stolperstein in Wismar

## Werke
- Die Immunität nach dem geltenden Rechte des Reichs und Preußens. Dissertation, Heidelberg 1927.